# Stefan Matteau
Stefan Matteau (* 23. Februar 1994 in Chicago, Illinois) ist ein ehemaliger US-amerikanischer Eishockeyspieler kanadischer Herkunft, der im Verlauf seiner aktiven Karriere zwischen 2010 und 2025 unter anderem 92 Spiele für die New Jersey Devils, Canadiens de Montréal, Vegas Golden Knights, Columbus Blue Jackets und Colorado Avalanche in der National Hockey League (NHL) auf der Position des linken Flügelstürmers bestritten hat. Darüber hinaus absolvierte Matteau weitere 466 Partien in der American Hockey League (AHL). Sein Vater Stéphane Matteau war ebenfalls professioneller Eishockeyspieler.

## Karriere
Matteau kam in der US-amerikanischen Metropole Chicago zur Welt, als sein in Kanada geborener Vater Stéphane Matteau für die Chicago Blackhawks in der National Hockey League (NHL) spielte. Des Weiteren lebte er während seiner Kindheit aufgrund der Profikarriere seines Vaters in New York City, St. Louis, San José und im Süden Floridas, ehe sich die Familie nach dem Karriereende Stéphanes im kanadischen Montreal niederließ.

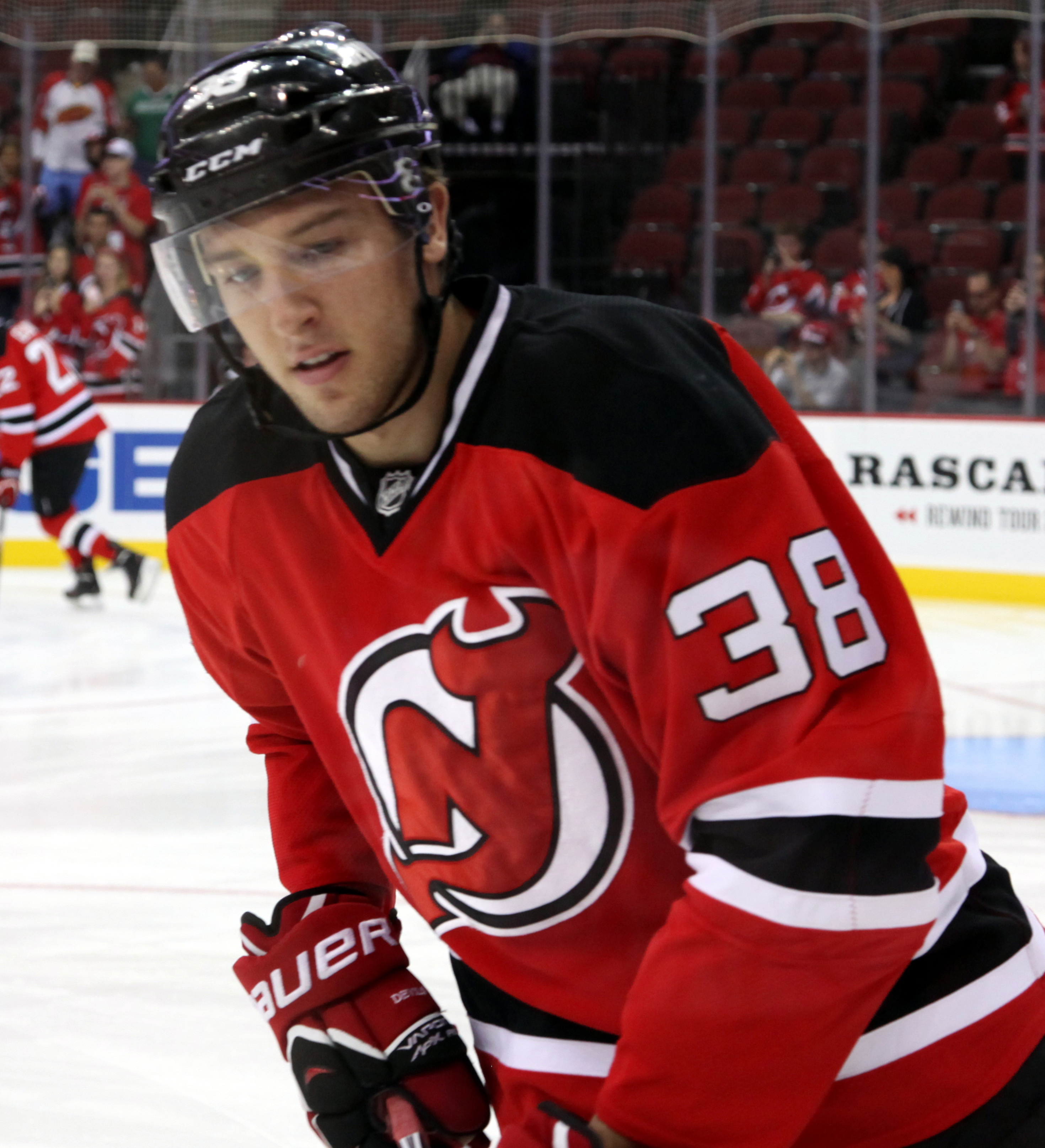
Matteau im Trikot der New Jersey Devils (2014)

Er selbst begann seine Eishockeykarriere im US National Team Development Program des US-amerikanischen Eishockeyverbandes USA Hockey, dem er zwischen 2010 und 2012 angehörte. Für die U18-Mannschaft lief er in der United States Hockey League (USHL) aus. Nach Beendigung der Saison 2011/12 wurde der Power Forward im NHL Entry Draft 2012 in der ersten Runde an 29. Stelle von den New Jersey Devils aus der National Hockey League ausgewählt. Bereits im August desselben Jahres nahmen die Devils Matteau unter Vertrag, schickten ihn aber zunächst zurück in den Juniorenbereich, wo er bis Januar 2013 für die Armada de Blainville-Boisbriand in der Ligue de hockey junior majeur du Québec (LHJMQ) auflief. Diese hatten seine Rechte im Januar 2012 von den Saguenéens de Chicoutimi erhalten.
Mitte Januar 2013 wurde der Angreifer schließlich in den NHL-Kader New Jerseys beordert und feierte alsbald sein Debüt. Bis Mitte März bestritt er 17 Spiele für die Devils, bevor er wieder in LHJMQ zurückkehrte, um sein Juniorenteam in den Play-offs zu unterstützen. Zur Saison 2013/14 wechselte Matteau endgültig in den Profibereich, kam in den folgenden beiden Spieljahren aber nur zu sieben weiteren NHL-Einsätzen für New Jersey, da er hauptsächlich im Farmteam in der American Hockey League (AHL), den Albany Devils eingesetzt wurde. Erst in der Spielzeit 2015/16 gelang es dem Angreifer wieder vermehrt Einsatzminuten in der NHL zu sammeln. Dennoch zeigten sich die Devils mit der Entwicklung ihres einstigen Erstrunden-Wahlrechts nicht überzeugt und transferierten ihn Ende Februar 2016 im Tausch für Devante Smith-Pelly in seine Wahlheimat zu den Canadiens de Montréal. Dort beendete der Stürmer die Spielzeit. In der Saison 2016/17 fand sich Matteau erneut in der AHL wieder, wo er für Montréals Kooperationspartner St. John’s IceCaps aufs Eis ging.
Nach der Spielzeit 2016/17 wurde sein auslaufender Vertrag in Montréal nicht verlängert, sodass er sich im Juli 2017 als Free Agent den neu gegründeten Vegas Golden Knights anschloss. Dort kam er in den folgenden zwei Jahren – von acht Partien für die Golden Knights abgesehen – ausschließlich bei den Chicago Wolves in der AHL zum Einsatz. Im August 2019 unterzeichnete er in der Folge einen auf die AHL beschränkten Vertrag bei den Cleveland Monsters. Deren NHL-Kooperationspartner, die Columbus Blue Jackets, statteten ihn jedoch im Februar 2020 nach überzeugenden Leistungen mit einem Vertrag bis zum Ende der Spielzeit 2020/21 aus. Diesen erfüllte er und wechselte anschließend im Juli 2021 als Free Agent zur Colorado Avalanche. Die Avalanche gewann in den Playoffs 2022 den Stanley Cup, jedoch kam Matteau nicht in der post-season zum Einsatz und bestritt nur eine Partie der Hauptrunde, sodass er sich nicht für die Gravur auf der Trophäe qualifizierte.
Nach der Saison 2021/22 wechselte Matteau erstmals nach Europa, indem er sich im Juli 2022 dem Linköping HC aus der Svenska Hockeyligan (SHL) anschloss. Der Stürmer verblieb dort allerdings nur bis Mitte November 2022 und absolvierte in diesem Zeitraum 16 Partien für das Team, ehe er zum ERC Ingolstadt aus der Deutschen Eishockey Liga (DEL) wechselte. Mit dem ERCI erreichte er in den Playoffs die Finalserie, unterlag dort allerdings dem späteren Meister EHC Red Bull München. Anschließend verließ der Kanadier den Klub und erhielt daraufhin im Oktober 2023 einen Probevertrag bei den Cleveland Monsters in der AHL, wo er bereits vier Jahre zuvor gespielt hatte. Nach der Saison 2024/25 beendete der 31-Jährige seine aktive Karriere.

### International
Matteau entschied sich, im Juniorenbereich für die Vereinigten Staaten zu spielen und damit gegen das Geburtsland seines Vaters. Seine jüngere Schwester Alyson hingegen lief bei der U18-Frauen-Weltmeisterschaft 2015 für Kanada auf.
Er selbst vertrat die US-Boys bei der World U-17 Hockey Challenge 2011, die die Amerikaner mit dem Gewinn der Silbermedaille abschlossen, und der U20-Junioren-Weltmeisterschaft 2014. Dort kam das Team nicht über den fünften Rang hinaus. Matteau bestritt bei beiden Turnieren jeweils fünf Spiele.

## Erfolge und Auszeichnungen
- 2011 Silbermedaille bei der World U-17 Hockey Challenge
- 2023 Deutscher Vizemeister mit dem ERC Ingolstadt

## Karrierestatistik

### International
Vertrat die USA bei:
- World U-17 Hockey Challenge 2011
- U20-Junioren-Weltmeisterschaft 2014

(Legende zur Spielerstatistik: Sp oder GP = absolvierte Spiele; T oder G = erzielte Tore; V oder A = erzielte Assists; Pkt oder Pts = erzielte Scorerpunkte; SM oder PIM = erhaltene Strafminuten; +/− = Plus/Minus-Bilanz; PP = erzielte Überzahltore; SH = erzielte Unterzahltore; GW = erzielte Siegtore; 1 Play-downs/Relegation; Kursiv: Statistik nicht vollständig)